# Simple Plan (альбом)
Simple Plan — третій студійний альбом франко-канадського поп-панк гурту Simple Plan виданий 12 лютого 2008 року на Lava Records. Альбом суттєво відрізняється від попередніх альбомів колективу. Зокрема, в ньому лірики пісень більш любовно орієнтована, у порівнянні з попередніми альбомами. Альбом досяг другого місця у Canadian Albums Chart, №14 у Billboard 200 у США та потрапив у чарти ще десяти країн, включаючи Австралію, Австрію, Бразилія, Швецію та Швейцарію.

## Список треків
Автор слів П'єр Був'є та Чак Комо. 
| #     | Назва                 | Автор музики                          | Тривалість |
| ----- | --------------------- | ------------------------------------- | ---------- |
| 1.    | «When I'm Gone»       | Simple Plan, Арнольд Ланні            | 3:58       |
| 2.    | «Take My Hand»        | Simple Plan                           | 3:52       |
| 3.    | «The End»             | Simple Plan, Хілс, Ланні              | 3:22       |
| 4.    | «Your Love Is a Lie»  | Simple Plan, Lanni                    | 3:42       |
| 5.    | «Save You»            | Simple Plan, Ланні                    | 3:45       |
| 6.    | «Generation»          | Simple Plan, Хілс, Ланні, Макс Мартин | 3:02       |
| 7.    | «Time to Say Goodbye» | Simple Plan                           | 2:56       |
| 8.    | «I Can Wait Forever»  | Simple Plan                           | 4:54       |
| 9.    | «Holding On»          | Simple Plan, Ланні                    | 5:03       |
| 10.   | «No Love»             | Simple Plan, Ланні                    | 3:15       |
| 11.   | «What If»             | Simple Plan                           | 5:54       |
| 43:33 |                       |                                       |            |

### Лімітоване та видання для Японії
| #   | Назва                              | Автор музики             | Тривалість |
| --- | ---------------------------------- | ------------------------ | ---------- |
| 12. | «Running Out of Time»              | Simple Plan, Ланні       | 3:16       |
| 13. | «When I'm Gone» (акустична версія) | Simple Plan, Хілс, Ланні | 3:28       |

### Лімітована австралійська версія альбом з додатковим DVD
| #  | Назва                                 | Тривалість |
| -- | ------------------------------------- | ---------- |
| 1. | «Simple Plan: The Making of»          |            |
| 2. | «When I'm Gone: Beyond the Video»     | 3:36       |
| 3. | «When I'm Gone: Music Video»          |            |
| 4. | «Simple Plan: Beyond the Photo Shoot» |            |
| 5. | «Simple Plan: Live in NYC»            | 15:49      |

## Чарти

### Тижневі чарти
| Чарт (2008)                       | Найвище місце |
| --------------------------------- | ------------- |
| Australian Albums Chart           | 6             |
| Austrian Music Chart              | 9             |
| Бразиція – ABPD                   | 8             |
| Canadian Albums Chart             | 2             |
| Finnish Albums Chart              | 19            |
| France Albums Chart               | 16            |
| Mexican Albums Chart              | 15            |
| New Zealand Albums Chart          | 12            |
| Netherlands Albums Chart          | 43            |
| Spain Albums Chart                | 13            |
| Swedish Albums Chart              | 7             |
| Swiss Albums Chart                | 7             |
| UK Albums Chart                   | 31            |
| U.S. Billboard 200                | 14            |
| U.S. Billboard Alternative Albums | 4             |
| U.S. Billboard Rock Albums        | 3             |
| U.S. Billboard Digital Albums     | 7             |